# جائزة البرتغال الكبرى 1960
جائزة البرتغال الكبرى 1960 هو سباق فورمولا 1 أقيم بتاريخ 14 أغسطس 1960 في البرتغال. كان الثامن من أصل 10 في بطولة العالم لسباقات الفورمولا واحد موسم 1960. جاء الأسترالي جاك برابهام أولا والنيوزيلندي بروس ماكلارين ثانيا وجيم كلارك ثالثا.